# Ross Wales
Ross Elliott Wales, född 17 oktober 1947 i Youngstown i Ohio, är en amerikansk före detta simmare.
Wales blev olympisk bronsmedaljör på 100 meter fjäril vid sommarspelen 1968 i Mexico City.